# 克林頓鎮區 (明尼蘇達州羅克縣)
克林頓鎮區（英語：Clinton Township）是位於美國明尼蘇達州羅克縣的一個行政鎮區。

## 歷史
克林頓鎮區於1871年設立，得名自紐約州的克林頓。

## 地方資料
克林頓鎮區的面積為92.18平方千米，皆為陸地。根據2020年美國人口普查的數據，當地共有人口236人，而人口密度為每平方千米2.56人。